# Мартинш, Анжелу
Анже́лу Гаспар Ма́ртинш (порт. Ângelo Gaspar Martins; 19 апреля 1930, Порту, Порту — 11 октября 2020, Лиссабон) — португальский футболист и футбольный тренер, играл на позиции защитника.

## Биография

### Клубная карьера
Всю свою футбольную карьеру Мартинш играл в лиссабонской «Бенфике». В составе «орлов» он отыграл 13 сезонов, выиграл 7 чемпионских титулов, 5 Кубков Португалии и 2 Кубка европейских чемпионов. Мартинш играл в двух подряд победных для «Бенфики» финалах Кубка европейских чемпионов — в 1961 году против испанской «Барселоны» (3:2) и в 1962 году против мадридского «Реала» (5:3). Всего сыграл за «Бенфику» во всех турнирах 284 матча и забил 4 гола.

### Карьера в сборной
Дебютировал за сборную Португалии 27 сентября 1953 года в рамках квалификации на чемпионат мира 1954 года — матч против сборной Австрии завершился поражением Португалии со счётом 1:9. Всего за сборную Португалии сыграл 20 матчей.

### Тренерская карьера
По окончании карьеры работал с детскими и юношескими командами лиссабонской «Бенфики», с которыми выиграл ряд титулов на молодёжном уровне.

### Смерть
Скончался 11 октября 2020 года в Лиссабоне в возрасте 90 лет.

## Достижения
«Бенфика» (Лиссабон)
- Чемпион Португалии (7): 1954/55, 1956/57, 1959/60, 1960/61, 1962/63, 1963/64, 1964/65
- Обладатель Кубка Португалии (5): 1952/53, 1954/55, 1956/57, 1961/62, 1963/64
- Обладатель Кубка европейских чемпионов (2): 1961, 1962